# Watsonville, California
Watsonville, California là một thành phố tại quận Santa Cruz, tiểu bang California, Hoa Kỳ. Dân số theo điều tra năm 2010 là 51.199 người, diện tích là km2. 
Watsonville nằm bên bờ biển trung tâm của California, nền kinh tế các trung tâm chủ yếu xung quanh nông trại. Thành phố được biết đến với nghề trồng dâu tây, táo, rau diếp và một loạt các loại rau khác. Watsonville là nơi sinh sống cho những người dân nguồn gốc dân tộc khác nhau. Có một cộng đồng dân gốc Tây Ban Nha lớn, một nhóm nhỏ của Croatia, và dân Philipin, dân da trắng, và dân Nhật Bản sống và làm việc trong thành phố.